# Confirmado (noticiero)
Confirmado fue un noticiero principal de la cadena de televisión pública TV Perú. Fue lanzado en junio de 1993 con el cambio de imagen de la entonces llamada Radio Televisión Peruana Satélite, reemplazando a la segunda etapa de Telediario (1991-1993), que a su vez reemplazó en 1991 al sistema informativo conformado por los noticieros Esta Mañana, 60 Minutos, La Noticia, Siete Días, Octavo Día, Al Cierre y La Semana.

## Historia
El noticiero se estrenó en 1993. Años después, en 2004, se estrenó su plataforma de información descentralizada. Este sería el antecedente del canal complementario TV Perú Noticias y fue considerada en su momento como uno de los más plurales noticieros en el país durante el gobierno de Alejandro Toledo.
En octubre de 2007 el noticiero Confirmado Noticias se consolidó con la sección Las mañanas informativas, que duró siete horas consecutivas, y estuvo divida principalmente en tres ediciones rotativas, que movió al magacín Hola Perú al horario tarde. Además, se incluyó al espacio de análisis Mesa central, que destaca por secciones de economía y debate político del oficialismo; y en hora nocturna Al cierre, con un resumen de la actualidad informativa.
En agosto de 2007 TV Perú se encargó de la cobertura del terremoto al sur del país.
En 2008 TV Perú alcanzó los 10 puntos de audiencia tras la cobertura de la V Cumbre de jefes de Estado y de Gobierno de América Latina, el Caribe y la Unión Europea según Kantar Ibope Media.
En mayo de 2009, meses antes del cambio de nombre, Las mañanas informativas se diversificaron en segmentos de análisis político, económicos, deportes, entretenimiento, cultura y espectáculos. Meses después, su franja exclusivamente informativa se redujo de siete a tres horas tras el regreso de Hola Perú a las mañanas.

## Conductores

### Edición Central (julio de 1993-mayo de 2009)
- Guillermo Giacosa (1993-1994)
- Ingrid Yrivarren Paz (1993)
- Marcela Flores (1994-1996)
- Lucero Sánchez (1995-1996)
- Mercedes López-Raygada Cruzado (1995-1997)
- Pilar Abed Chafloque (1996-2000)
- Mónica Chacón de Vettori (1996-2000)
- Aldo Morzán Ortiz (1998-noviembre de 2000)
- Luis Goicoechea Saldaña (octubre de 1999-noviembre de 2000)
- Rocío Aliaga Marín (noviembre de 2000-agosto de 2006)
- Karina Borrero Urrunaga (2005-noviembre de 2006)
- Ángel Tacchino del Pino (noviembre de 2006-octubre de 2007)
- Ana Trelles (noviembre de 2006-febrero de 2007)
- Carla Palacios Pasapera (octubre de 2007-mayo de 2009)
- Carolina Macedo Bravo (octubre de 2007-abril de 2008)
- María Inés Ching (abril-noviembre de 2008)
- María de Jesús González Figuerola (noviembre de 2008-mayo de 2009)

### Primera Edición (1998-mayo de 2009)
- Miguel Durand (1998-2000)
- Angélica Valdés Monges (2001-2002)
- María de Jesús González Figuerola (2002-noviembre de 2008)
- Nano Guerra García (2003-2005)
- Luis Goicoechea Saldaña (2005-agosto de 2006)
- Jennifer Cerecida Blas (agosto de 2006-abril de 2008)
- Alicia Retto Guerrero (agosto de 2006-abril de 2008)
- Sara Alcántara Altamirano (octubre de 2007-abril de 2008)
- Paola Pejovés Trelles (abril de 2008-mayo de 2009)

### Segunda Edición (abril de 1993-mayo de 2009)
- Ricardo Rondón (1993-1994)
- Gisella Esteves (1993-1995)
- Reynaldo Aragón Jr. (1994-1995)
- Luis Goicoechea Saldaña (enero de 1998-octubre de 1999)
- Gonzalo Iwasaki Cauti (octubre de 1999-noviembre de 2000)
- Carla Palacios Pasapera (marzo de 2002-octubre de 2007)
- Carolina Macedo Bravo (octubre de 2007-abril de 2008)
- Reinaldo Serra Crespo (abril de 2008-mayo de 2009)
- Gisella Orbegoso (abril de 2008-mayo de 2009)

### Mesa Central (octubre de 2007-mayo de 2009)
- César Campos (octubre de 2007-mayo de 2009)

### Visión Económica (octubre de 2007-mayo de 2009)
- Clorinda Velásquez (octubre de 2007-mayo de 2009)

### Bloque Deportivo (julio de 1993-mayo de 2009)
- Bruno Espósito Marsán (julio de 1996-octubre de 2000)
- Mauricio Cortés Gálvez (2001-mayo de 2009)
- Alex Risi Caro (agosto de 2006-mayo de 2009)

### Miscelánea (agosto de 2006-mayo de 2009)
- Sandra Vergara (abril-noviembre de 2008)
- Pamela Ocampo (noviembre de 2008-mayo de 2009)

## Logotipos
- Julio de 1993-8 de Mayo de 1994: En un fondo negro hay un óvalo amarillo inclinado en sentido horario, en dicho óvalo está un semiborde amarillo en el lado derecho, debajo figura el texto «CONFIRMADO» en color blanco tipografía Eurostyle.
- 9 de Mayo de 1994-7 de Julio de 1996: De fondo hay un semiplaneta Tierra al lado izquierdo en el espacio con estrellas, donde delante esta el texto «CONFIRMADO» en color plateado tipografía Helvética.
- 8 de Julio de 1996-3 de Agosto de 1997: Un globo terráqueo con océano celeste opaco y continentes grises, delante el texto «CONFIRMADO» color negro tipografía Arial en cursiva.
- 4 de Agosto de 1997-18 de Enero de 1998: El texto «CONFIRMADO» color negro tipografía Eurostyle, la «O» es reemplazada por un globo terráqueo de océano blanco humo con continentes grises.
- 19 de Enero de 1998-5 de Noviembre de 2000: Una «C» plateada gruesa donde delante esta su sombra girada ligeramente en sentido antihorario con un corte en zigzag, debajo en texto «CONFIRMADO» en color plateado.
- 6 de Noviembre de 2000-28 de Septiembre de 2003: El texto «CONFIRMADO» color plateado tipografía Arial Extended. La variante del logo que se usó de 2001 a 2002 en la parte inferior derecha de la pantalla fue un globo terráqueo de océano azul y continentes amarillos, delante está el texto «CONFIRMADO» color plateado, emulando al logotipo de 1996-1997.
- 29 de Septiembre de 2003-15 de Enero de 2006: Un rectángulo anaranjado donde figura una «C» negra y al costado otro rectángulo rosado de borde anaranjado donde figura «CONFIRMADO» color anaranjado, todo en tiporafía Eurostyle Extended.
- 16 de Enero de 2006-5 de Febrero de 2007; 15 de Octubre de 2007-23 de Marzo de 2008: Un anillo doblado en 45°, sentido antihorario, color gris y delante un rectángulo azul con el texto «CONFIRMADO» de color blanco, debajo está el texto «Primero Noticias» color negro en 2006, posteriormente de 2007 a 2008 es reemplazado solo por «NOTICIAS», todo en tipografía Handel Gothic.
- 6 de Febrero-14 de Octubre de 2007: El texto «CONFIRMADO» en color rojo y debajo «NOTICIAS» en gris, tipografía Handel Gothic.
- 24 de Marzo de 2008-31 de Mayo de 2009: En un fondo azul figura el texto «Confirmado» color blanco tipografía Impact y debajo un rectángulo rojo con el texto «NOTICIAS» color blanco.

## Cortinas musicales
Al comienzo, el noticiero usó temas musicales del género electrónico comercial o música de librería de productoras extranjeras. La primera cortina musical, de 1993 a 1994, fue Rendez Vous IV, de Jean Michel Jarre. Se cambiaron los temas musicales a la par con los logos y escenografías en 1994, 1996, 1997. En 1999, se usó Global Report, de Sound Ideas, y se volvió a cambiar en el 2000. En las temporadas 2003, 2006 y 2008, se emplearon temas musicales compuestos para el noticiero.

## Premios y nominaciones
| Año  | Premio                       | Categoría       | Resultado | Ref.   |
| ---- | ---------------------------- | --------------- | --------- | ------ |
| 2005 | Premios Luces de El Comercio | Mejor noticiero | Nominado  | [ 13 ] |